# Maria Modrakowska
Maria Ludmiła Józefa Modrakowska, secundo voto Jackowska, z domu Kuczkiewicz (ur. 10 grudnia 1896 we Lwowie, zm. 16 października 1965 we Wrocławiu) – polska śpiewaczka i pedagog.

## Życiorys

Afisz reklamujący wieczór pieśni starofrancuskich z Marią Modrakowską, przy fortepianie Irena Garztecka-Jarzębska

Urodziła się 10 grudnia 1896 roku we Lwowie. W 1914 roku została absolwentką Konserwatorium Muzycznego we Lwowie, w klasie fortepianu Heleny Ottawowej. W 1920 roku przeniosła się do Warszawy, gdzie studiowała na Wydziale Przyrodniczym Uniwersytetu Warszawskiego oraz pobierała lekcje gry na fortepianie u Henryka Melcera-Szczawińskiego i lekcje śpiewu u Heleny Zboińskiej. Zadebiutowała w stolicy jako śpiewaczka estradowa podczas koncertów Stowarzyszenia Miłośników Dawnej Muzyki, prowadziła także radiowe prelekcje muzyczne. Wśród jej bliskich znajomych byli Jan Kasprowicz, Stanisław Przybyszewski i Wacław Berent. Jej mężem był Jerzy Modrakowski. Para miała razem syna, Andrzeja.
Dzięki państwowemu stypendium rozpoczęła naukę w Paryżu, m.in. u Nadii Boulanger, z którą się wkrótce zaprzyjaźniła. W Paryżu z początku występowała na pojedynczych koncertach, takich jak koncert Stowarzyszenia Młodych Muzyków Polaków, czy podczas salonu u księżnej de Polignac, po czym została zaangażowana do Opéra-Comique. Przełomem w karierze była entuzjastycznie przyjęta rola Melisandy w operze Peleas i Melisanda Claude’a Debussy'ego, którą Modrakowska wykonywała przez kilka sezonów. Francis Poulenc uznał śpiewaczkę za „idealną” Melisandę, według Tadeusza Przybylskiego była „jedną z najwybitniejszych odtwórczyń muzyki Debussy'ego”. W jej repertuarze znajdowały się także pieśni Duparca, Ravela, Chopina, czy Bacha. Poza występami w Paryżu dawała również koncerty w innych miastach Francji i za granicą: na początku lat 30. wyruszyła w tournée po Francji, Belgii, Holandii, Anglii, Luksemburgu, Hiszpanii, Włoszech i Portugalii.
W 1932 roku zaczęła wykładać śpiew i interpretację na École normale de musique de Paris, w tym samym czasie poznała także przyszłego drugiego męża, Tadeusza Jackowskiego, z którym miała dwóch synów: Antoniego i Tadeusza. Dwa lata później nawiązała współpracę z Poulencem, czego efektem były m.in. Huit chansons polonaises: zbiór pieśni polskich dobranych przez śpiewaczkę, a sharmonizowanych przez Poulenca. Artyści prezentowali je podczas wspólnej trasy koncertowej w Afryce północnej.
Do Polski powróciła w 1938 roku i zamieszkała w Częstochowie. Wojnę spędziła w Olsztynie, gdzie posługiwała się nazwiskiem panieńskim. Po wojnie zorganizowała szkołę muzyczną w Częstochowie, w której także uczyła. W 1949 roku przeprowadziła się do Krakowa, gdzie utrzymywała się z nauki śpiewu. Od 1957 roku wykładała na Państwowej Wyższej Szkole Teatralnej w Krakowie. Należała do sekcji literackiej Związku Autorów i Kompozytorów Scenicznych.
Oprócz działalności muzycznej, Modrakowska zajmowała się także pisaniem i tłumaczeniem. W latach 30. jej artykuły ukazywały się na łamach „Le Monde Musical” i „Kuriera Wileńskiego". Przełożyła z francuskiego biografię Beethovena pióra Romaina Rollanda oraz operę Orfeusz i Eurydyka Christopha Willibalda Glucka, którą w oparciu o jej tłumaczenie wystawiono w Operze im. Stanisława Moniuszki (1978) oraz w Operze Śląskiej (2007). Modrakowska jest autorką jednej sztuki teatralnej, Agnès, która ukazała się po francusku w 1932 roku w Paryżu. Napisała także powieść pod tytułem Anetka, która ukazała się w 1933 roku nakładem Towarzystwa Wydawniczego „Rój”. Książka opisuje tragiczną historię tytułowej półsieroty Anetki, która bez powodzenia szuka bliskości w heteroseksualnych relacjach, chwilowe ukojenie znajdując dopiero w lesbijskiej miłości. Powieść została życzliwie przyjęta przez Tadeusza Boy-Żeleńskiego. Część korespondencji Modrakowskiej znajduje się w zbiorach Biblioteki Narodowej.
Zmarła 16 października 1965 roku we Wrocławiu. Została pochowana na Cmentarzu Salwatorskim w Krakowie.